# Ismael Herrera Revilla
Ismael Herrera Revilla (Tampico, Tamaulipas, 1931) es un matemático, químico, físico, investigador, catedrático y académico mexicano. Se ha especializado en las matemáticas aplicadas a las ciencias y a la ingeniería.

## Estudios y docencia
Realizó estudios de licenciatura en química, física y matemáticas en la Universidad Nacional Autónoma de México (UNAM). Obtuvo un doctorado de matemáticas aplicadas en la Universidad Brown de Rhode Island. Fue director del Instituto de Geofísica y del Instituto de Matemáticas Aplicadas y Sistemas de la UNAM. De 1985 a 1993, fue asesor del Departamento de Ingeniería e Investigación de Operaciones de la Universidad de Princeton. Ha sido profesor invitado de varias universidades del mundo. 

## Investigador y académico
Es presidente de la Sociedad Mexicana de Métodos Numéricos en Ingeniería y Ciencias Aplicadas, es miembro del Consejo Consultivo de Ciencias de la Presidencia de la República, fue miembro de la Fundación México-Estados Unidos para la Ciencia y del Instituto Nacional de la Investigación Científica. De 1970 a 1971, fue presidente de la Academia Mexicana de Ciencias. De 1991 a 1993, fue presidente de la Academia Nacional de Ingeniería, asimismo ha sido presidente de la Academia Americana de Mecánica, de la Unión Geofísica Mexicana y de la Asociación Latinoamericana de Hidrología Subterránea.
Es editor de la revista Numerical Methods for Partial Differential Equations. En 1988 fue coautor del libro Numerical Modeling in Science and Engineering. En 2012 publicó Mathematical Modelling in Science and Engineering: An Axiomatic Approach. Su trabajo ha sido citado en más de 3300 ocasiones. Ha trabajado en la modelación matemática de sistemas continuos, métodos numéricos de ecuaciones diferenciales parciales, métodos de descomposición de dominio (Derived-Vector Space Approach). Por sus aportaciones a la hidrología se le considera fundador de la teoría de acuíferos, la cual lleva su nombre Herrera's Integrodifferential Equations. Por otra parte, colaboró con Emilio Rosenblueth en modelos matemáticos para predecir la respuesta sísmica de valles sedimentarios (Herrera's Orthogonality Relations).

## Premios y distinciones
- Premio Nacional de Ciencias y Artes en el área de Ciencias Físico-Matemáticas y Naturales por el Gobierno Federal de México en 1976.
- Premio de la Academia Mexicana de Ciencias.
- Premio “Luis Elizondo” otorgado por el Instituto Tecnológico y de Estudios Superiores de Monterrey.
- Medalla al Mérito Académico por la Universidad México-Americana del Norte, de Reynosa.
- Medalla al Mérito Ciudadano por el Gobierno Estatal de Tamaulipas
- * Profesor Emérito por el Instituto de Geofísica de la Universidad Nacional Autónoma de México.
- Investigador Nacional de Excelencia del Sistema Nacional de Investigadores.
- Premio de Ecología de la Fundación Miguel Alemán en 1996.
- Brown Distinguished Alumnus Award de la Universidad Brown en 2001.